# Amigo en el baño
Amigo en el baño è un singolo della cantante portoricana Kany García, pubblicato nel febbraio 2008 come estratto dall'album Cualquier día.

## Descrizione
Il singolo fu un discreto successo in Sud America. La canzone, scritta per un compito in classe di musica, fu pubblicata agli inizi di febbraio, ma già agli inizi di marzo alcune radio smisero di mandarla in onda poiché alcune persone si sentivano offese. Nonostante tutto, il singolo entrò nella Top 50 del Billboard Hot Latin tracks, raggiungendo la posizione 44 dopo la performance di Kany al Latin Billboard Music Awards del 2008. Ha avuto inoltre un enorme successo in Repubblica Dominicana e Costa Rica, dove è stato in prima posizione per settimane.

## Videoclip
Esistono due versioni del video musicale di Amigo en el baño: la versione originale è girata in un bagno di fronte ad uno specchio dove si alternano vari personaggi che lasciano intendere il loro apprezzamento nei confronti dell'oggetto in questione. L'altra versione è stata fatta inizialmente solo per YouTube, poi per iTunes. Nel video c'è una Kany Garcia animata che lascia il proprio fidanzato per un vibratore antropomorfo, che si rivela essere un amante perfetto.